# Березнёва, Ольга Викторовна
О́льга Ви́кторовна Березнёва (10 мая 1980, Минск) — белорусская гребчиха, выступала за сборную Беларуси по академической гребле в конце 1990-х — начале 2010-х годов. Серебряная и бронзовая призёрша чемпионатов мира, обладательница серебряной и бронзовой медалей чемпионатов Европы, многократная чемпионка молодёжных и республиканских регат, участница двух летних Олимпийских игр. На соревнованиях представляла город Минск и спортивный клуб Вооружённых сил, мастер спорта международного класса.

## Биография
Ольга Березнёва родилась 10 мая 1980 года в Минске. Активно заниматься академической греблей начала в раннем детстве, проходила подготовку в минской специализированной детско-юношеской школе олимпийского резерва по водным видам спорта и в республиканском государственном училище олимпийского резерва, тренировалась под руководством таких специалистов как Анатолий Квятковский и Владимир Синельщиков. Состояла в спортивном клубе Вооружённых сил.
Первого серьёзного успеха добилась в 1997 году, когда попала в юниорскую сборную Беларуси и побывала на юниорском чемпионате мира в Бельгии, где заняла двенадцатое место в зачёте парных одиночных лодок. Год спустя на аналогичных соревнованиях в Австрии стала в той же дисциплине пятой, а затем дебютировала на взрослом международном уровне — на мировом первенстве в Кёльне показала двенадцатый результат. В сезоне 1999 года участвовала во всех трёх этапах Кубка мира, в том числе на двух выиграла серебряные медали в программе парных четвёрок, при этом на чемпионате мира в канадском Сент-Катаринсе пришла к финишу восьмой. Благодаря череде удачных выступлений удостоилась права защищать честь страны на летних Олимпийских играх 2000 года в Сиднее, с восьмиместным экипажем, куда также вошли гребчихи Ирина Базилевская, Марина Кужмар, Марина Знак, Юлия Бичик, Инесса Захаревская, Наталья Гелах, Ольга Трацевская и рулевая Валентина Хохлова, показала в финале четвёртый результат, немного не дотянув до призовых позиций.
В 2001 году в одиночках Березнёва одержала победу на молодёжном чемпионате мира в Австрии, в парных двойках взяла серебро на этапе Кубка мира в Мюнхене и завоевала бронзовую медаль на чемпионате мира в швейцарском Люцерне. В следующем году вновь попала в число призёров мирового первенства, на соревнованиях в испанской Севилье пришла к финишу третьей в гонке парных четырёхместных лодок. Ещё через год на чемпионате мира в Милане добыла в четвёрках серебро и, кроме того, взяла две бронзы на этапах мирового кубка в Италии и Германии. Позже прошла квалификацию на Олимпийские игры 2004 года в Афины — вместе с напарницами Марией Брель, Татьяной Нарелик и Марией Вороной добралась до утешительного финала «Б» и расположилась в итоговом протоколе на седьмой строке.
После двух Олимпиад Ольга Березнёва осталась в основном составе белорусской национальной сборной и продолжила принимать участие в крупнейших международных регатах. Так, в 2005 году она стартовала на всех трёх этапах Кубка мира, в то время как на чемпионате мира в японском городе Кайдзу была девятой в парных двойках и седьмой в распашных восьмёрках. Год спустя в двойках парных выиграла бронзу на этапе мирового кубка в Швейцарии, заняла шестое место на мировом первенстве в английском Итоне. В сезоне 2007 года в двойках завоевала бронзовую медаль на чемпионате Европы в польской Познани, помимо этого в четвёрках показала одиннадцатый результат на чемпионате мира в Мюнхене. Далее в её спортивной карьере наступил некоторый спад, она долго не попадала в состав сборной и не ездила на крупные турниры по академической гребле. Тем не менее, в 2011 году Березнёва вернулась в команду и в рулевых распашных восьмёрках выиграла серебряную медаль на чемпионате Европы в болгарском Пловдиве, уступив лидерство лишь команде из Румынии — при этом её партнёршами были Екатерина Шлюпская, Анастасия Фадеенко, Наталья Гелах, Анна Нахаева, Татьяна Кухта, Юлия Бичик, Маргарита Кречко и рулевая Ярослава Павлович.
За выдающиеся спортивные достижения удостоена почётного звания «Местер спорта Республики Беларусь международного класса».